# أنبوب كرايجي
هي طريقة لتحديد حركة البكتيريا. وهي من الأدوات المستخدمة على وجه الخصوص في علم الأحياء المجهري كما يلي:

## الأسلوب
أنبوب مجوف يحتوي على بعض مستنبت البكتيريا موضوع في أغرة شبه مصمتة داخل زجاجة. توجد الآن عينة من بكتيريا مطلوب اختبارها ملقحة في مستنبت البكتيريا الموجود في الأنبوب المجوف ويتم احتضان هذه التركيبة من البكتيريا في درجة حرارة 37 مئوية طوال الليل.

## الملاحظة
عند فحص المناطق التي حدث فيها نمو للبكتيريا اكتشفنا أن:-
- مستعمرات البكتيريا غير المتحركة بقيت مقيدة داخل الأنبوب في موضع التلقيح
- البكتيريا المتحركة تسبح خارجة من زجاجة الأنبوب وتستعمر مستنبت البكتيريا المحيط أيضًا.

يمكن الحصول على تأكيد من خلال إعادة زراعة الأنسجة وإعادة الاختبار.